# 莫特 (克勒兹省)
莫特（法語：Mautes，法語發音：[mot]）是法国克勒兹省的一个市镇，位于该省东南部，属于欧比松区。

## 地理
莫特（45°56'38"N, 2°23'4"E）面积22.67 平方千米，位于法国新阿基坦大区克勒兹省，该省份为法国中部省份，位于法國中央高原西北部，北起安德尔省和谢尔省，西接维埃纳省，南至科雷兹省，东临多姆山省，东北与阿列省接壤。
与莫特接壤的市镇（或旧市镇、城区）包括：利乌莱蒙日、吕佩尔萨、塞米尔、圣巴尔、克罗附近圣奥拉杜、拉维勒泰勒。

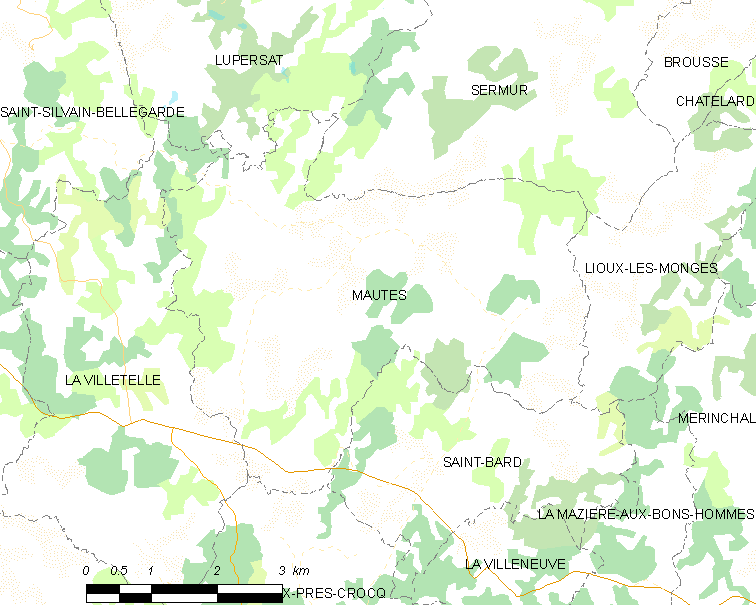
的OSM定位图

莫特的时区为UTC+01:00、UTC+02:00（夏令时）。

## 行政
莫特的邮政编码为23190，INSEE市镇编码为23127。

## 政治
莫特所属的省级选区为欧比松县。

## 人口

1962-2008年间人口变化图示

莫特于2022年1月1日时的人口数量为198人。